# (15524) 1999 XO175
A (15524) 1999 XO175 a Naprendszer kisbolygóövében található aszteroida. A LINEAR projekt keretében fedezték fel 1999. december 10-én.